# Річиця (рукав Дніпра)
Річиця або Річище також Старий Дніпро,  на мапі Катеринославської губернії 1821 року Річище Мілкувате — рукав річки Дніпро в Новокодацькому районі міста Дніпро. Відділяється від основного русла біля вулиці Доблесна.
Протікає у Діївському лісопарку біля житлових масивів селища Сухачівка, Діївка-2, Діївка-1, Парус-2, Парус-1 і Покровський, утворюючи з лівого боку два великих острови порослі лісом з заплавними піщаними луками на верхньому з яких розташовані пляжі та бази відпочинку.
У нижній течії Річиця розбивається на протоки, у вигляді дельти (більш відома як Діївські плавні), в якій розташовані озера Бабине, Болгарське,   Гідропаркове, Дубове, Копитянка, Салафанівка, Чеберівка, саги, єрики, болота та острови (наприклад — Болгарський) та півострови — як-от Півострів Дня Літа, що знаходиться в гирлі протоки. Одна з найбільших проток, що відокремлюються від Річиці — Боброва, яка вливається в озеро Болгарське. Впадає в Діївську затоку річки Дніпро біля житлового масиву Покровський. Довжина протоки — 7, 4 км. , максимальна глибина заплавних озер — 0, 5 -1,8 м.. 
Праві притоки Річиці — протока, що витікає  з озера Гідропаркове, інші — струмки з балок Біла та Кринична нині не добігають до свого гирла. Лівою притокою є протока Дніпра Річище Чаплине, в руслі якої розташоване озеро Дубове. В нинішній час Річиця дуже замулена і заросла очеретом, ряскою та сальвінією. В руслі Річиці ростуть латаття біле, глечики жовті, рідкісні види рослин як-от ценоза тілорізу алоєвидного.
В нижній течії річки в теплу пору року відбуваються сплави на каяках каяк - клубу "Дніпро".

## Вплив на річку Дніпрогесу
Після зведення у 1932 році Дніпровської ГЕС  рукав Дніпра значно змінив своє русло, в якому утворилися нові озера (Болгарське, Чеберівка, Салафанівка), в нижній частині Річиці виникла Діївська затока. Під час накопичення води на греблі Річиця починає текти у зворотньому напрямку, так само як і Гідропаркова протока, води якої тоді течуть в  озеро Гідропаркове.